# Charles-Amédée Kohler
Pour les articles homonymes, voir Kohler.
Charles-Amédée Kohler né à Lausanne le 15 juin 1790 et mort dans la même ville le 15 septembre 1874, est un chocolatier suisse, inventeur du chocolat aux noisettes.

## Biographie
Kohler commença sa carrière comme grossiste, achetant son chocolat aux fabriques existantes. Cependant, en 1830 il se mit à produire son propre chocolat dans sa fabrique de Lausanne où il eut en particulier comme apprenti Rudolf Lindt. 
Comme Cailler et Suchard avant lui, il perfectionna et améliora les chocolats qui plaisaient au public, dont ce qui allait devenir le chocolat aux noisettes. En 1865, il se retire et remet l'entreprise à ses deux fils.